# Olof Palmepriset
Olof Palmepriset är ett svenskt årligt pris för särskilda betydande insatser i Olof Palmes anda. 
Olof Palmepriset inrättades i februari 1987 och utdelas av Olof Palmes minnesfond för internationell förståelse och gemensam säkerhet, en fond som instiftats av Olof Palmes familj och Socialdemokraternas partistyrelse för att hedra Olof Palmes minne. Priset består av ett diplom och 100 000 US dollar.

## Pristagare
Åren avses när pristagaren beslutades, utdelning sker numera den 28 februari året därefter.
- 1987 – Cyril Ramaphosa, Sydafrika
- 1988 – Förenta Nationernas fredsbevarande styrkor under Javier Pérez de Cuéllar
- 1989 – Václav Havel, Tjeckoslovakien
- 1990 – Harlem Désir och SOS Racisme, Frankrike
- 1991 – Amnesty International
- 1992 – Arzu Abdullayeva och Anahit Bayandour, Armenien och Azerbajdzjan
- 1993 – Studenter för Sarajevo
- 1994 – Wei Jingsheng, Kina
- 1995 – Palestinska Fatah Youth, israeliska Labour Young Leadership och Peace Now
- 1996 – Casa Alianza under ledning av Bruce Harris, Centralamerika
- 1997 – Salima Ghezali, Algeriet
- 1998 – Oberoende media i f.d. Jugoslavien representerade av Veran Matic, Serbien, Senad Pecanin, Bosnien-Hercegovina och Victor Ivancic, Kroatien
- 1999 – Kurdo Baksi, Björn Fries och "Föräldragruppen i Klippan", Sverige
- 2000 – Bryan Stevenson, USA
- 2001 – Fazle Hasan Abed, Bangladesh
- 2002 – Hanan Ashrawi, Palestina
- 2003 – Hans Blix, Sverige
- 2004 – Anna Politkovskaja, Ljudmila Aleksejeva och Sergei Kovalyov, Ryssland
- 2005 – Aung San Suu Kyi, Myanmar
- 2006 – Kofi Annan (FN:s generalsekreterare 1997–2006) och Mossaad Mohamed Ali (The Amel Centre for the Treatment and Rehabilitation of Victims of Torture in South Darfur), Ghana och Sudan
- 2007 – Parvin Ardalan, Iran
- 2008 – Denis Mukwege, Kongo-Kinshasa
- 2009 – Carsten Jensen, Danmark
- 2010 – Eyad el-Sarraj, Palestina
- 2011 – Roberto Saviano, Italien och Lydia Cacho, Mexiko
- 2012 – Radhia Nasraoui, Tunisien och Waleed Sami Abu al-Khair, Saudiarabien
- 2013 – Rosa Taikon, Sverige
- 2014 – Xu Youyu, Kina
- 2015 – Gideon Levy, Israel och Mitri Raheb, Palestina
- 2016 – Spyridon Galinos, Grekland och Giusi Nicolini, Italien
- 2017 – Hédi Fried och Emerich Roth, Sverige
- 2018 – Daniel Ellsberg, USA
- 2019 – John le Carré, Storbritannien[1]
- 2020 – Black Lives Matter Global Network Foundation, USA[2][3]
- 2022 – Patricia Gualinga, Ecuador
- 2023 – Marta Tjumalo, Ukraina, Eren Keskin, Turkiet och Narges Mohammadi, Iran[4]
- 2024 – Bellingcat[5]